# Десмостилиды
Десмостилиды (лат. Desmostylidae) — семейство вымерших млекопитающих из отряда десмостилий. Обитали в прибрежных водах северной части Тихого океана от раннего олигоцена (рюпельский век) до позднего миоцена (тортонский век) (33,9—5,333 млн лет назад).

## Таксономия и систематика
Семейство было выделено Генри Осборном в 1905 году. Различные учёные по совокупности признаков относили их то в отряд сирен (Осборн, 1905), то к хоботным (Авель, 1919); к Desmostyliformes — подотряду сирен (Симпсон, 1932; Крецой, 1941 и Рейнгарт, 1959); к десмостилиям (Маккенна и Белл, 1997; Кэрролл, 1988; Инузука, 1995 и 2000; Барнс и Гёдерт, 2001).

## Классификация
По данным сайта Paleobiology Database, на ноябрь 2020 года к семейству относят 5 вымерших родов:
- Род Ashoroa Inuzuka, 2000
- Род Cornwallius Hay, 1923 — Корнволлии[4]
- Род Desmostylus Marsh, 1988 — Десмостилюсы, или десмостилы
- Род Ounalashkastylus Chiba et al., 2016
- Род Vanderhoofius Reinhart, 1959 — Вандерхуфии[4]